# شيلا سالاس
شيلا سالاس مواليد 28 يناير 1993، هي لاعبة كرة يد كوبية تلعب كوسط مدافع. مثلت منتخب كوبا لكرة اليد للسيدات.

## سجل المنافسة
شاركت في البطولات التالية:
- بطولة العالم لكرة اليد للسيدات 2015